# Франц Иосиф Баттенберг
Франц Иосиф Баттенберг (24 сентября 1861, Падуя, Италия — 31 июля 1924, Швейцария) — немецкий принц из рода Баттенбергов (Маунтбеттенов). Младший сын Александра Гессен-Дармштадтского и Юлии фон Хауке. Так как брак его родителей был морганатическим, Франц Йозеф носил фамилию, специально созданную для его матери.

## Биография
Во время правления в Болгарии брата Александра, Франц Иосиф был офицером в его свите. В сербско-болгарскую войну воевал на фронте в составе первого конного полка. В ходе переворота в Болгарии был арестован вместе с князем и изгнан. В течение нескольких месяцев после революции он рассматривался как один из претендентов на болгарский престол. В отличие от своих братьев которые посвятили себя военной службе, Франц Иосиф проявлял больше энтузиазма к наукам и академической карьере. 

## Семья
В 1894 году он сватался к Консуэло Вандербильт, даже мать девушки одобрила его предложение, однако сама Консуэло решительно отказалась. В 1897 году женился на принцессе Анне Черногорской (1874—1971), дочери короля Николы I Петровича. Детей у супругов не было. После начала войны Франц Иосиф переехал в Швейцарию, где и умер 31 июля 1924 года.